# (849) Ara
Pour les articles homonymes, voir Ara.
(849) Ara est un astéroïde de la ceinture principale découvert le 9 février 1912 par l'astronome russe Sergueï Beljawsky.
Sa désignation provisoire était 1912 NY.